# Kaźmierzów
Kaźmierzów est une localité polonaise de la gmina et du powiat de Polkowice en voïvodie de Basse-Silésie.